# پیاده‌روی در باران بهاری
پیاده‌روی در باران بهاری (انگلیسی: A Walk in the Spring Rain) فیلمی در ژانر رمانتیک به کارگردانی گای گرین است که در سال ۱۹۷۰ منتشر شد. از بازیگران آن می‌توان به آنتونی کوئین و اینگرید برگمن اشاره کرد.

## خلاصه فیلم
خانواده "مردیت" به یک مزرعه دورافتاده نقل مکان می‌کنند. خانم مردیت و همسایه آنها "ویل کید" با هم دوست شده و در نهایت عاشق یکدیگر می‌شوند و...